# A Madona de Cedro (minissérie)
A Madona de Cedro é uma minissérie brasileira produzida e exibida pela TV Globo de 26 de abril a 6 de maio de 1994, em 8 capítulos.
Escrita por Walther Negrão, com colaboração de Charles Peixoto e Nelson Nadotti, livremente inspirada no romance homônimo de Antônio Calado, foi dirigida por Tizuka Yamasaki e Denise Saraceni. 

## Sinopse
A história se passa na cidade de Congonhas, no estado de Minas Gerais, e conta a história de Delfino Montiel, um escultor de imagens católicas, um sujeito calmo e bastante religioso. Certo dia, um amigo de infância de Delfino, o malandro Maneco Mourão, retorna a cidade e faz uma proposta a ele para conhecer o Rio de Janeiro, e lhe apresentar um certo conhecido que pode mudar a vida dele, o Dr. Vilanova, colecionador de imagens sacras. Indo para lá, além de se encantar com o mar, se apaixona por Marta, que corresponde aos seus sentimentos. Vindo de uma vida simples, querendo se casar e dar conforto para sua amada, acaba se metendo em confusão. Convencido pela quadrilha de Vilanova e Maneco, para conseguir dinheiro, rouba a imagem de uma madona, esculpida por Aleijadinho. Em seguida, Vilanova também pede pra Delfino roubar a uma outra imagem, a de Judas Iscariotes, que o rosto se assemelhava a ele. Aí então, o vilão descobre sobre uma rixa de Aleijadinho com um antepassado de sua família, que dizia que o escultor cometia heresia em suas obras. Assim, Vilanova pede para Delfino devolver a madona de cedro para o altar da igreja, em troca da imagem de Judas, ao qual ele quer destruir. 
Paralelamente, em Congonhas, vive o sacristão Pedro, um homem misterioso que, por baixo da sua religiosidade, é obcecado pelos prazeres sexuais. Ele mantém relações com Lola Boba, uma jovem com problemas mentais, nutre sentimentos pela fogosa viuva Neusa e depois se encanta, mas sem malícia alguma, por Marta ao que, segundo ele, se assemelha demais pela madona.
Após o roubo, Delfino entra num processo destrutivo de culpa, pois sua atitude fugiu completamente dos seus princípios morais e religiosos. Apesar de ter sido por amor, ele praticamente enlouquece de remorso, não conseguindo livrar-se da culpa que sente por ter roubado a imagem, impedindo-o de ser realmente feliz ao lado de Marta, que era uma mulher bonita e sincera.

## Elenco
| Interprete       | Personagem      |
| ---------------- | --------------- |
| Andréa Beltrão   | Marta Pavão     |
| Eduardo Moscovis | Delfino Montiel |
| Paulo José       | Pedro           |
| Humberto Martins | Maneco          |
| Isadora Ribeiro  | Neusa Farias    |
| Carlos Zara      | Juvenal         |
| Eva Wilma        | Maria           |
| Carlos Vereza    | Dr. Villanova   |
| Stênio Garcia    | Padre Estêvão   |
| Andréa Richa     | Lola Boba       |
| Milton Gonçalves | Sinval          |
| Eloísa Mafalda   | Efigênia        |
| Yara Cortes      | Emerenciana     |
| Roberto Bomtempo | Arnaldo         |
| Fábio Sabag      | Delegado        |

### Participações especiais
| Ator                    | Personagem |
| ----------------------- | ---------- |
| Henrique Taxman         | Caco       |
| Daniela Escobar         | Laurita    |
| Roberta Índio do Brasil | Diana      |
| Lugui Palhares          |            |
| Gilberto Hernandez      | Gabriel    |
| Catarina Abdala         | Dona Rita  |

## Produção
A minissérie seria protagonizada por Maurício Mattar mas ele não pode participar do papel sendo então trocado por Eduardo Moscovis. sendo então a sua estreia em um papel de protagonista em uma obra televisiva.
Inicialmente a história aconteceria nos anos 50 mas por imposição do diretor Carlos Manga foi trocada para os anos 60, o que causou descontentamento do Walter Negrão:
Discordei muito. A história era ambientada em Mariana, ou Ouro Preto, em Minas Gerais, e tinha uns personagens muito ingênuos do início da década de 1950. Carlos Manga quis mudar para 1960, para usar o Beco das Garrafas e a trilha sonora da Bossa Nova. Com isso, os personagens ficaram um pouco imbecilizados. Na década de 1960, estávamos no auge do movimento hippie e aquele sujeito ingênuo da história não se encaixava nessa época. A minissérie deveria ter uns 40 capítulos e acabou ficando com 8. Para ser sincero, nem assisti

## Exibição
Nunca reprisada, foi disponibilizada na íntegra no Globoplay em 09 de dezembro de 2024, como parte do Projeto Resgate.